# Gérson de Oliveira Nunes
Gérson de Oliveira Nunes, o símplement Gérson, (Niterói, 11 de gener de 1941) és un futbolista brasiler retirat de les dècades dels 60 i 70.
Defensà els colors de Botafogo, Flamengo, São Paulo FC i Fluminense. Amb la selecció disputà la Copa del Món de 1966, però el seu gran moment el va viure al Mundial de 1970, on fou un dels millors jugadors del campionat. En total disputà 70 partits amb la selecció i marcà 14 gols.

## Palmarès
Flamengo
- Torneio Rio-São Paulo: 1961, 1964, 1966
- Campeonato Carioca: 1963

Botafogo
- Torneio Rio-São Paulo: 1964, 1966
- Taça Brasil: 1968
- Campeonato Carioca: 1967, 1968

São Paulo
- Campeonato Paulista: 1970, 1971

Fluminense
- Campeonato Carioca: 1973

Brasil
- Copa del Món de futbol: 1970